# 원동력
《원동력》(중국어 간체자: 源动力, 정체자: 源動力, 병음: Yuándònglì 위엔동리[*], 영어: Engine of Youth)는 중국의 걸 그룹 SNH48의 열한 번째 미니 음반이다.

## 개요
열한 번째 음반부터 AKB48의 곡을 담지 않고, SNH48의 오리지널 곡만이 담겨있다.

## 트랙 리스트
| #            | 제목                                | 작사         | 작곡         | 편곡         | 음악가 | 재생 시간 |
| ------------ | ----------------------------------- | ------------ | ------------ | ------------ | ------ | --------- |
| 1.           | 〈원동력〉 (源动力)                 | 샤오7        | 루룽제       | 선발조       | 3:17   |           |
| 2.           | 〈마음의 여정〉 (心的旅程)          | 젠쯔         | 젠쯔         | Team SII     | 3:28   |           |
| 3.           | 〈정의의 손〉 (正义之手)            | 샤오7        | 루룽제       | Team NII     | 3:56   |           |
| 4.           | 〈소녀 진화론〉 (少女进化论)        | 천리즈       | 장판         | Team HII     | 3:41   |           |
| 5.           | 〈너에게 말하고 싶어〉 (我想对你说) | 샤오7        | James        | Team X       | 4:05   |           |
| 6.           | 〈마미마미홍〉 (妈咪妈咪轰)         | 젠쯔         | 두즈원       | Team XII     | 3:56   |           |
| 7.           | 〈원동력〉 (Inst.)                  |              | 루룽제       |              | 3:17   |           |
| 8.           | 〈마음의 여정〉 (Inst.)             |              | 젠쯔         |              | 3:28   |           |
| 9.           | 〈정의의 손〉 (Inst.)               |              | 루룽제       |              | 3:56   |           |
| 10.          | 〈소녀 진화론〉 (Inst.)             |              | 장판         |              | 3:41   |           |
| 11.          | 〈너에게 말하고 싶어〉 (Inst.)      |              | James        |              | 4:05   |           |
| 12.          | 〈마미마미홍〉 (Inst.)              |              | 두즈원       |              | 3:56   |           |
| 총 재생 시간 | 총 재생 시간                        | 총 재생 시간 | 총 재생 시간 | 총 재생 시간 | 44:46  |           |

## 선발 멤버

### 원동력
(센터: 황팅팅)
- Team SII: 다이멍, 콩샤오인, 리위치, 장위거
- Team NII: 황팅팅, 쥐징이, 루팅, 리이통, 쟈오위에
- Team HII: 류페이신, 쉬양위저, 장신
- Team X: 천린, 샤오쉐총, 쑹신란, 장단산
- Team XII: 홍페이윈

### 마음의 여정
(센터: 모한)
- Team SII: 천관훼이, 천스, 다이멍, 쟝윈, 콩샤오인, 리위치, 모한, 첸베이팅, 츄신이, 쑨루이, 쉬천천, 쉬자치, 쉬즈쉬엔, 위엔위쩐, 장위거
- Team SII／Team X: 우저한

### 정의의 손
(센터: 쥐징이)
- Team NII: 천쟈잉, 펑신둬, 공스치, 황팅팅, 허샤오위, 쥐징이, 루오란, 린스이, 루팅, 리이통, 탕안치, 완리나, 이쟈아이, 쟈오위에, 죠우이, 정옌펀

### 소녀 진화론
(센터: 시에니)
- Team HII: 천이신, 하오완칭, 류지옹란, 린난, 류페이신, 왕바이슈오, 왕루, 왕루쟈오, 우옌원, 쉬한, 시에니, 쉬이런, 쉬양위저, 양훼이팅, 위엔항, 장신

### 너에게 말하고 싶어
(센터: 장단산)
- Team X: 천린, 펑샤오페이, 리징, 리쟈오, 샤오쉐총, 쑹신란, 쑨신원, 왕지아링, 왕슈, 왕샤오지아, 셰티엔이, 양빙이, 옌밍쥔, 양윈위, 장단산, 장윈원

### 마미마미홍
(센터: 페이친위엔)
- Team XII: 천인, 천윈링, 페이친위엔, 까오위엔징, 홍페이윈, 쟝샨, 쟝슈팅, 류쩡옌, 판잉치, 송위샨, 옌자오쥔, 위쟈이, 정아이지아, 조우지아지아, 장원징, 장이

### 참조주
1. ↑  “SNH48首张原创EP《源动力》上线，3月25日引爆无限能量！” (중국어). SNH48 공식 웹사이트. 2016년 3월 20일. 2017년 3월 5일에 원본 문서에서 보존된 문서. 2016년 3월 20일에 확인함.